# Мария Терезия фон Парадис
Мария Терезия фон Парадис (нем. Maria Theresia von Paradis; 15 мая 1759 — 1 февраля 1824) — австрийский музыкант и композитор. В раннем возрасте потеряла зрение. Моцарт посвятил ей концерт для фортепиано с оркестром № 18 си-бемоль мажор.

## Биография
Мария Терезия фон Парадис родилась в 1759 году в Вене в семье правительственного советника Йозефа Антона Парадиса и его жены Марии Розалии. Её назвали в честь императрицы Марии Терезии, при дворе которой работал её отец. В возрасте четырёх лет девочка потеряла зрение в результате кровоизлияния. Но это не остановило её от того, чтобы заниматься музыкой. С конца 1776 и до середины 1777 годов она лечилась у известного врача Франца Антона Месмера.
В возрасте семи лет юная Мария Терезия уже пела партию сопрано в «Stabat Mater» Перголези и аккомпанировала себе на органе. Это выступление настолько растрогало императрицу, присутствовавшую на концерте, что на тут же распорядилась назначить пенсию одаренной девочке, на которую та могла бы продолжить свои занятия музыкой.
Педагогами Марии Терезии фон Парадис были самые выдающиеся музыканты своего времени: фортепиано ей преподавал Леопольд Кожелух, пение и композицию — Антонио Сальери.
С 1775 года Мария Терезия фон Парадис начинает постоянную концертную деятельность, выступая не только как пианистка, но и как композитор. Начиная с 1789 года в основном занималась сочинением музыкальных произведений, написав к 1797 году 5 опер и три кантаты. В 1808 году основала в Вене собственную музыкальную школу, где преподавала до самой смерти в 1824 году. 
Среди её произведений есть трио, концерты и сонаты фортепиано, а также сценические произведения.

### Турне по Европе

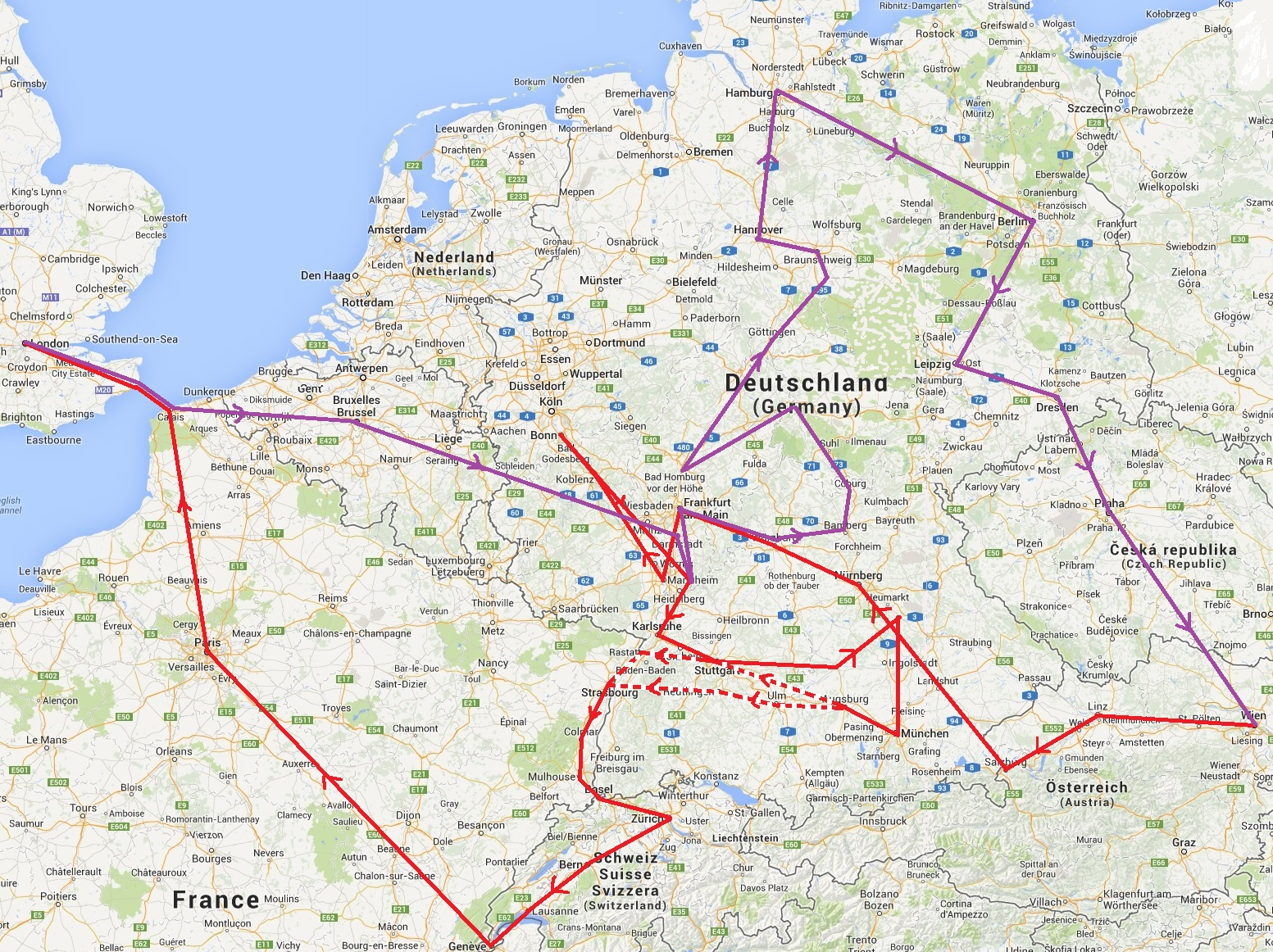
Европейское турне Марии Терезии фон Парадис 1783—1786

С 1783 — по 1786 год Мария Терезия фон Парадис совершает турне Европой. В этом турне она выступает при самых влиятельных дворах Европы: в Париже, Лондоне, Брюсселе и др. В Париже восторг публики и общественности был столь велик, что власти принимают решение создать специализированный институт для незрячих людей. Для того чтобы реализовать эту идею Мария Терезия фон Парадис начинает собирать деньги, заработанные выступлениями.
Концерт № 18 си-бемоль мажор, написанный Моцартом и посвященный Марии Терезии, наряду с прочими сочинениями был не раз исполнен пианисткой в ходе европейского турне.